# Lista de figuras bíblicas identificadas em fontes extrabíblicas
Essa listagem apresenta uma série de figuras bíblicas identificadas em diversas formas, através de fontes contemporâneas, e que possuem um certo consenso acadêmico.
Outras figuras bíblicas que são identificadas em artefatos que possuem autenticidade questionável, como por exemplo, a Inscrição de Jeoás e as bulas de Baruch ben Nerias, ou que são mencionadas em documentos antigos, mas não contemporâneos, como Davi e Balaão, não estão nesta lista.

## Escrituras Hebraicas (Velho Testamento)
Embora a primeira menção conhecida do nome 'Israel' na arqueologia seja datada de por volta do século XIII a.C.,  as informações contemporâneas sobre a nação de Israel antes do século IX a.C. são extremamente escassas.  Nos séculos seguintes, uma pequena quantidade de documentos hebraicos locais, principalmente pequenos selos e bulas, fazem menção a certos personagens citados pela bíblia. Outras informações maiores são encontradas em inscrições reais de reinos vizinhos, como a Babilônia, Assíria e Egito.
| Nome                         | Titulo                                         | Data                                | Atestação | Citação Biblica                                                       |
| ---------------------------- | ---------------------------------------------- | ----------------------------------- | --- | --------------------------------------------------------------------- |
| Adrameleque                  | Principe da Assíria                            | 681                                 | Identificado como o assassino de seu pai Senaqueribe na Bíblia e em uma carta assíria a Esarhaddon ( ABL 1091), onde é chamado de "Arda-Mulissi" . | Isaías 37:38 , 2 Reis 19:37                                           |
| Acabe                        | Rei de Reino de Israel                         | por volta de 874 – por volta de 853 | Identificado na inscrição contemporânea do Monólito Kurkh de Salmaneser III que descreve a Batalha de Qarqar e menciona "2.000 carros, 10.000 soldados de Acabe, o israelita" derrotados por Salmaneser, embora o número real de carros seja contestado. | 1 Reis 17 , 2 Crônicas 18                                             |
| Jeoacaz                      | Rei do Reino de Judá                           | por volta de 732 – por volta de 716 | Mencionado em uma inscrição resumida contemporânea de Tiglate-Pileser III que registra que ele recebeu tributo de "Jeoacaz de Judá". Também identificado em bulas reais pertencentes ao próprio Acaz e seu filho Ezequias. | 2 Reis 16 , Oséias 1:1 , Miquéias 1:1 , Is 1:1                        |
| Acazias                      | Rei do Reino de Judá                           | por volta de 842 – por volta de 841 | A Estela de Tel Dan contém um relato de um rei de Aram-Damasco, Hazael, alegando ter matado "[Acazias, filho de [... rei] da casa de Davi", que reinou c. 850–849 a.C.. | 2 Reis 8:26 , ( 2 Reis 9:22–28                                        |
| Ápricas                      | Faraó do Egito                                 | 589–570                             | Também conhecido como Hofra; nomeado em inúmeras inscrições contemporâneas, incluindo as dos capitéis das colunas de seu palácio.. Heródoto fala dele em Histórias II, 161–171. | Jeremias. 44:30                                                       |
| Artaxerxes I                 | Rei da Pérsia                                  | 465–424                             | Amplamente identificado com "Artaxerxes" no livro de Neemias. Ele também é encontrado nos escritos do historiador contemporâneo Tucídides. Os estudiosos estão divididos sobre se o rei na época de Esdras era o mesmo, ou Artaxerxes II | Neemias 2:1 , Neemias 5:14                                            |
| Ashurbanipal                 | Rei da Assíria                                 | 668 – c. 627                        | Geralmente identificado com "o grande e nobre Osnappar", mencionado no Livro de Esdras. Seu nome é encontrado em seus próprios escritos, que descrevem suas campanhas militares contra Elão, Susa e outras nações.. | Esdras 4:10                                                           |
| Belsazar                     | Rei da Babilónia                               | c. 553–539                          | Mencionado por seu pai Nabonido no Cilindro de Nabonido. De acordo com outra tábua babilônica, Nabonido "confiou a realeza a ele" quando embarcou em uma longa campanha militar. | Daniel 5 , 7:1 , 8:1                                                  |
| Benadade II(Hadadezer)       | Rei de Aram-Damasco                            | c. 865–842                          | Mencionado nos Monólitos de Kurkh como um dos reis supostamente derrotados por Salmanasar III da Assíria. | 1 Reis 20 , 1 Reis 22 , 2 Reis 8:7                                    |
| Benadade III                 | Rei de Aram-Damasco                            | início do século VIII               | Mencionado na Estela de Zakkur. Filho de Hazael, ele é chamado de Ben-Hadad/Bar-Hadad II/III. | 2 Reis 13:3 , 2 Reis 13:24                                            |
| Ciro II                      | Rei da Pérsia                                  | 559–530                             | Aparece em muitas inscrições antigas, principalmente no Cilindro de Ciro. Ele também é mencionado nas Histórias de Heródoto. | Isaias. 45:1 , Daniel. 1:21                                           |
| Dario I de Pérsis            | Rei da Pérsia                                  | 522–486                             | Mencionado nos livros de Ageu, Zacarias e Esdras. Ele é o autor da Inscrição de Behistun. Ele também é mencionado nas Histórias de Heródoto. | Ageu. 1:1 , Esdras. 5:6                                               |
| Esarhaddon                   | Rei da Assíria                                 | 681–669                             | Seu nome é encontrado em seus próprios escritos, bem como nos de seu filho Assurbanipal.l. | Isaias. 37:38, Esdras. 4:2, 2 Reis 19:37                              |
| Amel-Marduk (Evil-Merodaque) | Rei da Babilónia                               | c. 562–560                          | Seu nome (Akkadian Amēl-Marduk ) e título foram encontrados em um vaso de seu palácio, e em várias tábuas cuneiformes. | 2 Reis 25:27 , Jeremias 52:31                                         |
| Hazael                       | Rei de Aram-Damasco                            | c. 842 – c. 800                     | Salmaneser III da Assíria registra que derrotou Hazael em batalha e capturou muitos carros e cavalos dele. A maioria dos estudiosos pensa que Hazael foi o autor da Estela de Tel Dan. | 1 Reis 19:15 , 2 Reis 8:8 , 2 Reis 12:18 , Amós. 1:4                  |
| Ezequias                     | Rei do Reino de Judá                           | c. 715 – c. 686                     | Um relato é preservado por Senaqueribe de como ele sitiou "Ezequias, o judeu", que "não se submeteu ao seu jugo", em sua capital, Jerusalém. Uma bula também foi encontrada com o nome e o título de Ezequias, com os dizeres "Pertencente a Ezequias [filho de] Acaz, rei de Judá"                                                                                              | 2 Reis.16:20, Prov. 25:1 , Os. 1:1 , Mi. 1:1                          |
| Hilquias                     | Sumo Sacerdote do Primeiro Templo de Jerusalém | Século VII a.C.                     | Sua existência é atestada pela bula de argila nomeando um Hilquias como o pai de um Azarias, e pelo selo com a inscrição Hanã, filho do sacerdote Hilquias. | 2 Reis 22:8 , 2 Reis 23:24                                            |
| Oseias                       | Rei de Reino de Israel                         | por volta de 732 – por volta de 723 | Ele foi colocado no poder por Tilgate-Pileser III, rei da Assíria, conforme registrado em seus Anais , encontrados em Calá.. | 2 Reis 15:30 , 2 Reis 18:1                                            |
| Jeoás                        | Rei de Reino de Israel                         | por volta de 798 – por volta de 782 | Mencionado nos registros de Adad-nirari III da Assíria como "Jeoás de Samaria". | 2 Reis 13:10 , 2 Crônicas 25:17                                       |
| Jeoaquim                     | Rei do Reino de Judá                           | 598–597                             | Ele foi levado cativo para a Babilônia depois que Nabucodonosor capturou Jerusalém pela primeira vez. Textos do Palácio do Sul de Nabucodonosor registram as rações dadas a "Joaquim, rei dos judeus" (acadiano: Ya'ukin sar Yaudaya ). | 2 Reis 25:14 , Jeremias 52:31                                         |
| Jeorão de Israel             | Rei de Reino de Israel                         | 852–841                             | Ele é mencionado na inscrição de Tel Dan ao lado de Acazias de Judá. O autor do texto, Hazael, afirma ter matado Acazias de Judá e "[Jeo]rão". | 2 Reis 8:12 , 2 Reis 3:2                                              |
| Jeorão de Judá               | Rei do Reino de Judá                           | c. 853 – c. 842                     | A Estela de Tel Dan contém um relato de um rei Aram-Damascau, Hazael, alegando ter matado "[Ahaz]iahu, filho de [... rei] da casa de Davi", e Jeorão é mencionado como rei da Casa de Davi e pai de Acazias. Seu nome está entre colchetes para preencher as lacunas do fragmento.                                                                                               | 2 Reis 8:17                                                           |
| Jeú                          | Rei de Reino de Israel                         | c. 841 – c. 814                     | Mencionado no Obelisco Negro. | 1 Reis 19:16 , Oséias 1:4                                             |
| Jeroboão II                  | Rei de Reino de Israel                         | 793–753                             | Um selo do século VIII pertencente a 'Shema, servo de Jeroboão', refere-se ao rei Jeroboão II , | 2 Reis 15:1 , Amós 6:13                                               |
| Joanã                        | Sumo Sacerdote de Israel                       | c. 410 – c. 371                     | Mencionado em uma carta dos Papiros Elefantinos.. | Neemias 12:22–23                                                      |
| Jotão de Judá                | Rei do Reino de Judá                           | c. 740 – c. 732                     | Identificado como o pai do rei Acaz em uma bula de argila contemporânea , com os dizeres "de Acaz [filho de] Jotão, rei de Judá". | 2 Reis 15:5, Oséias 1:1, Miquéias 1:1, Isaias 1:1                     |
| Manassés de Judá             | Rei do Reino de Judá                           | c. 687 – c. 643                     | Mencionado nos escritos de Esarhaddon, que o lista como um dos reis que lhe trouxeram presentes e o ajudaram na conquista do Egito.. | 2 Reis 20:21 , Jeremias 15:4                                          |
| Menaém                       | Rei de Reino de Israel                         | c. 752 – c. 742                     | Os anais de Tiglate-Pileser ( ANET 3 283 ) registram que Menahem lhe pagou tributo, conforme declarado nos Livros dos Reis. | 2 Reis 15:14–23                                                       |
| Mesa                         | Rei de Moabe                                   | fl. c. 840                          | Autor da Estela de Mesa. | 2 Reis 3:4                                                            |
| Merodaque-Baladã II          | Rei da Babilónia                               | 722–710                             | Nomeado na Grande Inscrição de Sargão II em seu palácio em Khorsabat. Também chamado de "Berodach-Baladan" (acadiano: Marduk-apla-iddina ). | Isaias. 39:1 , 2 Reis 20:12                                           |
| Nabucodonosor II             | Rei da Babilónia                               | c. 605–562                          | Mencionado em várias fontes contemporâneas, incluindo a inscrição do Portão de Ishtar , que ele construiu. Também chamado de Nabucodonosor (acadiano: Nabû-kudurri-uṣur ). | Ezequiel 26:7, Daniel 1:1, 2 Reis 24:1                                |
| Nebuzaradã                   | Oficial babilônico                             | fl. c. 587                          | Mencionado em um prisma em Istambul (nº 7834), encontrado na Babilônia, onde é listado como o "cozinheiro-chefe". | Jeremias. 52:12 , 2 Reis 25:8                                         |
| Nebo-Sarsequim               | Eunuco chefe da Babilônia                      | fl. c. 587                          | Listado como Nabu-sharrussu-ukin em uma tábua babilônica. | Jer. 39:3                                                             |
| Necao II                     | Faraó do Egito                                 | c. 610 – c. 595                     | Mencionado nos escritos de Assurbanipal | 2 Reis 23:29 , Jeremias 46:2                                          |
| Omri                         | Rei de Reino de Israel                         | c. 880 – c. 874                     | Mencionado, junto com seu filho ou sucessor sem nome, na Estela de Mesa. Sua dinastia se tornou o apelido do Império Assírio para o reino israelita. | 1 Reis 16:16 , Miqueias 6:16                                          |
| Osocor IV                    | Faraó do Egito                                 | c. 730 – 716                        | Osorkon IV é mencionado no Livro dos Reis sob o nome de “So, Rei do Egito”, uma abreviação de “Osorkon””. | 2 Reis 17:4                                                           |
| Peca                         | Rei de Reino de Israel                         | c. 740 – c. 732                     | Mencionado nos anais de Tiglate-Pileser III.. | 2 Reis 15:25 , Isaias. 7:1                                            |
| Rezim                        | Rei de Aram-Damasco                            | morreu por volta de 732             | Um tributário de Tiglate-Pileser III da Assíria e o último rei de Aram Damasco. De acordo com a Bíblia, ele acabou sendo morto por Tiglate-Pileser. | 2 Reis 16:7–9 , Isaias. 7:1                                           |
| Sambalate                    | Governador deSamaria                           | fl. 445                             | Uma figura importante da oposição que Neemias encontrou durante a reconstrução dos muros ao redor do templo em Jerusalém. Sambalate é mencionado nos Papiros Elefantinos . | Neemias 2:10 , Neemias 13:28                                          |
| Sargão II                    | Rei da Assíria                                 | 722–705                             | Ele sitiou e conquistou a cidade de Samaria e levou muitos milhares cativos, conforme registrado na Bíblia e em uma inscrição em seu palácio real. Seu nome, entretanto, não aparece no relato bíblico deste cerco, mas apenas em referência ao seu cerco de Asdode. | Isaías 20:1                                                           |
| Senaqueribe                  | Rei da Assíria                                 | 705–681                             | Autor de várias inscrições descobertas perto de Nínive. | 2 Reis 18:13, Isaias 36:1                                             |
| Salmanaser V                 | Rei da Assíria                                 | 727–722                             | Mencionado em vários pesos do palácio real encontrados em Nimrud. Outra inscrição foi encontrada que se acredita ser sua, mas o nome do autor foi preservado apenas parcialmente. | 2 Reis 17:3 , 2 Reis 18:9                                             |
| Sisaque I                    | Faraó do Egito                                 | 943–922                             | Praticamente todos os estudiosos o identificam com o rei Shishak na Bíblia hebraica. O relato da invasão de Shoshenq/Shishak no 5º ano de Roboão corresponde a uma inscrição encontrada em Karnak da campanha de Shoshenq em Canaã. | 1 Reis 11:40 , 1 Reis 14:25                                           |
| Taraca                       | Faraó do Egito                                 | 690–664                             | Chamado de "Tirhaka, o rei de Kush" nos livros de Reis e Isaías. Várias fontes contemporâneas o mencionam e fragmentos de três estátuas com seu nome foram escavados em Nínive. | Isaias. 37:9 , 2 Reis 19:9                                            |
| Tattenai                     | Governador de Eber-Nari                        | fl. 520                             | Conhecido por documentos babilônicos contemporâneos. Ele governou a província persa a oeste do rio Eufrates durante o reinado de Dario I. | Esdras 5:3 , Esdras 6:13                                              |
| Tiglate-Pileser III          | Rei da Assíria                                 | 745–727                             | Também chamado de "Pul" em Segundo Reis. Numerosos escritos são atribuídos a ele e ele é mencionado, entre outros, em uma inscrição de Barrakab, rei de Sam'al. Ele exilou os habitantes das cidades que capturou em Israel. | 2 Reis 15:19, 2 Reis 15:29, 2 Reis 16:7, 2 Reis 16:10, 1 Crônicas 5:6 |
| Uzias                        | Rei do Reino de Judá                           | 791–750                             | O nome de Uzias aparece em dois selos de pedra icônicos sem proveniência descobertos em 1858 e 1863. O primeiro tem a inscrição l'byw 'bd / 'zyw , "[pertencente] a 'Abiyah, ministro de 'Uziyah", e o segundo ( rev. ) lšbnyw ' / bd 'zyw , "[pertencente] a Shubnayah, ministro de 'Uziyah. Ele sofria de lepra, e um grande terremoto ocorreu durante seu reinado em 760 a.C. | 2 Reis 15:5, Amós 1:1                                                 |
| Xerxes I                     | Rei da Pérsia                                  | 486–465                             | Chamado Assuero nos livros de Esdras e Ester. Xerxes é conhecido na arqueologia por meio de uma série de tábuas e monumentos, notavelmente o " Portão de Todas as Nações " em Persépolis. Ele também é mencionado nas Histórias de Heródoto. | Estert 1:1 , Daniel 9:1 , Esdras 4:6                                  |

## Livros Deuterocanônicos das Escrituras Hebraicas (Velho Testamento)
Embora os livros deuterocanônicos das escrituras hebraicas citem eventos entre os séculos VIII e II a.C., a maioria das pessoas historicamente identificáveis mencionadas, teriam vivido durante o período da Revolta dos Macabeus (167–160 a.C.), durante a qual a Judeia fazia parte do Império Selêucida. Moedas com nomes de governantes se tornaram comuns e muitas delas tinham o número do ano inscrito na era selêucida, permitindo que fossem datadas com maior precisão.
Outras informações podem ser observadas pelas obras do historiador grego Políbio (c. 200 – c. 118 a.C.), cujas Histórias englobam grande parte do mesmo período citado no Livros dos Macabeus, e de inscrições gregas e babilônicas. O historiador judeu, Flávio Josefo também cita a Revolta dos Macabeus com alguns detalhes no Livro XII das Antiguidades Judaicas, embora a versão em grego do livro de 1 Macabeus tenha sido uma das principais fontes de Josefo, Antiguidades é considerado por muitos estudiosos como uma referência circular e não como apenas uma confirmação independente. 
| Nome                   | Titulo                        | Data (AEC)                                | Atestação | Citação Biblica                                     |
| ---------------------- | ----------------------------- | ----------------------------------------- | --- | --------------------------------------------------- |
| Alexandre Balas        | Rei do Império Selêucida      | 150–146                                   | Pretendia ser filho de Antíoco Epifânio, como também é descrito em 1 Macabeus. Mencionado nas Histórias de Políbio.                                                                            | 1 Macabeus 10:1 , 1 Macabeus 11:1                   |
| Alexandre, o Grande    | Rei da Macedónia              | 336–323                                   | Referido pelo orador ateniense Ésquines, e identificado em suas moedas. | 1 Mac. 1:1 , 1 Mac. 6:2 1 Mac. 1:10                 |
| Antíoco III Magno      | Rei do Império Selêucida      | 222–187                                   | Mencionado pelo historiador contemporâneo Políbio. e moedas com seu nome sobreviveram. | 1 Macabeus 1:10 , 1 Macabeus 8:6                    |
| Antíoco IV Epifânio    | Rei do Império Selêucida      | 175–164                                   | Conhecido pelas Histórias de Políbio e por moedas contemporâneas. | 1 Macabeus 10:1 , 2 Macabeus 4:7                    |
| Antíoco V Eupátor      | Rei do Império Selêucida      | 163–161                                   | Executado por seu meio-irmão Demétrio I quando tinha 11 anos. Identificado em uma inscrição de Dymi, e em moedas contemporâneas.                                                               | 2 Macabeus 2:20 , 2 Macabeus 13:1                   |
| Antíoco VI             | Rei do Império Selêucida      | 145–142                                   | Reinou apenas nominalmente, pois era muito jovem quando seu pai morreu, mas ele é identificado em moedas contemporâneas.                                                                       | 1 Macabeus 11:39, 1 Macabeus 12:39                  |
| Antíoco VII Sideta     | Rei do Império Selêucida      | 138–129                                   | Destronou o usurpador Trifão. As moedas do período levam seu nome. | 1 Macabeus 15                                       |
| Ariarates V            | Rei da Capadócia              | 163–130                                   | Mencionado por Políbio. | 1 Macabeus 15:22                                    |
| Arsínoe III            | Rainha do Egito               | 220–204                                   | Casada com seu irmão, Ptolomeu IV. Várias inscrições contemporâneas dedicadas a eles foram encontradas.                                                                                        | 3 Macabeus 1:1 , 3 Macabeus 1:4                     |
| Astíages               | Rei do Império Medo           | 585–550                                   | A Crônica contemporânea de Nabonido refere-se ao motim no campo de batalha como a causa da queda de Astíages.                                                                                  | Bel e o Dragão 1:1 (Daniel 14)                      |
| Átalo II de Pérgamo    | Rei de Pérgamo                | 160–138                                   | Mencionado nos escritos de Políbio. | 1 Macabeus 15:22                                    |
| Cleópatra Teia         | Rainha do Império Selêucida   | 126–121                                   | Primeiramente casada com Alexandre Balas, mais tarde com Demétrio II e Antíoco VII, ela se tornou a única governante após a morte de Demétrio. Seu nome e retrato aparecem em moedas de época. | 1 Macabeus 10:57–58                                 |
| Dario III              | Rei do Império Aquemênida     | 336–330                                   | Último rei do Império Aquemênida, derrotado por Alexandre, o Grande. Mencionado nos Papiros de Samaria.                                                                                        | 1 Macabeus 1:1                                      |
| Demétrio I Sóter       | Rei do Império Selêucida      | 161–150                                   | Uma tábua cuneiforme datada de 161 a.C. refere-se a ele, e Políbio, que interagiu pessoalmente com Demétrio, menciona-o nas suas Histórias.                                                    | 1 Macabeus 7:1, 1 Macabeus 9:1                      |
| Demétrio II Nicátor    | Rei do Império Selêucida      | 145–138, 129 – 126                        | Governou parte do reino, simultaneamente com Antíoco VI e Trifão. Foi derrotado por Antíoco VII, mas recuperou o trono em 129 a.C. Ele é encionado nos Diários Astronômicos da Babilônia ..    | 1 Macabeus 11:19 , 1 Macabeus 13:34                 |
| Diódoto Trifão         | Rei do Império Selêucida      | 142–138                                   | Usurpou o trono após a morte de Antíoco VI . Embora Antíoco VII tenha derretido a maioria de suas moedas, algumas foram encontradas em Ortésias.                                               | 1 Macabeus 11:39 , 1 Macabeus 12:39                 |
| Eumenes II             | Rei de Pérgamo                | 197–159                                   | Várias de suas cartas sobreviveram, e ele é mencionado por Políbio. | 1 Macabeus 8:8                                      |
| Heliodoro              | Ministro do Império Selêucida | fl. 178                                   | IIdentificado em inscrições contemporâneas. | 2 Macabeus 3:7 , 2 Macabeus 5:18                    |
| Mitrídates I da Pártia | Rei do Império Parta          | 165–132                                   | Também chamado de Ársaces. Ele capturou Demétrio II, conforme registrado nos Diários Astronômicos da Babilônia.                                                                                | 1 Mac. 14:2–3 , 1 Mac. 15:22                        |
| Perseu da Macedónia    | Rei da Macedónia              | 179–168                                   | Filho de Filipe V. Mencionado por Políbio. e identificado em suas moedas. | 1 Macabeus 8:5                                      |
| Filipe II da Macedónia | Rei da Macedónia              | 359–336                                   | Pai de Alexandre, o Grande. Conhecido por moedas contemporâneas, e mencionado por Ésquines. | 1 Macabeus 1:1 , 1 Macabeus 6:2                     |
| Filipe V da Macedônia  | Rei da Macedónia              | 221–179                                   | Seu nome aparece em suas moedas, e nas Histórias de Políbio. | 1 Macabeus 8:5                                      |
| Ptolemeu IV Filópator  | Rei do Egito                  | 221–204                                   | Mencionado junto com sua esposa e irmã Arsinoe III em inscrições contemporâneas da Síria e da Fenícia..                                                                                        | 3 Macabeus 1:1 , 3 Macabeus 3:12                    |
| Ptolomeu VI            | Rei do Egito                  | 180–145                                   | Referido em inscrições antigas, e mencionado por Políbio. | 1 Macabeus 1:18 , 2 Macabeus 9:29                   |
| Simão II               | Sumo Sacerdote de Israel      | Final do século III – início do século II | Elogiado em Sirach por seu papel aparente na reparação e fortificação do Templo em Jerusalém, também brevemente mencionado nas Antiguidades de Josefo.                                         | 3 Mac. 2:1 , Eclesiástico 50:1 , Eclesiástico 50:20 |

## Escrituras Gregas (Novo Testamento)
Diversos historiadores apontam as fontes detalhadas da história judaica do primeiro século com base nas obras do historiador judeu Flávio Josefo (37 – c. 100 d.C.).   Esses livros mencionam muitas das mesmas figuras políticas citadas nos livros do Novo Testamento e são consideradas cruciais para a maior compreensão do contexto histórico do surgimento do cristianismo.  Josefo também faz menção ao próprio Jesus e a execução de João Batista  embora não tenha sido contemporâneo de nenhum dos dois.
Além de Josefo, citações sobre alguns nomes citados no Novo Testamento são encontradas em obras de historiadores romanos, como Tácito e Suetônio, além de moedas e inscrições antigas.

### Pessoas mencionadas nos Evangelhos
| Nome                    | Titulo                                                     | Atestação | Citação Biblica                             |
| ----------------------- | ---------------------------------------------------------- | --- | ------------------------------------------- |
| Augusto                 | Imperador romano                                           | Reinou entre 27 a.C. e 14 d.C., época em que Jesus nasceu. Ele deixou para trás uma riqueza de edifícios, moedas e monumentos, incluindo uma inscrição funerária na qual descreveu sua vida e realizações. Sua vida também é descrita em detalhes por vários historiadores romanos antigos. | Lucas 2:1                                   |
| Caifás                  | Sumo sacerdote de Israel                                   | Mencionado por Josefo nas Antiguidades dos Judeus. Em 1990, trabalhadores encontraram um ossuário de calcário ornamentado enquanto pavimentavam uma estrada na Floresta da Paz ao sul do bairro de Abu Tor, em Jerusalém. Este ossuário — conhecido como ossuário de Caifás — continha os restos mortais de um homem idoso e foi declarado autêntico pelos arqueólogos. Uma inscrição aramaica na lateral foi considerada como "José filho de Caifás" e, com base nisso, os ossos de um homem idoso foram considerados pertencentes ao Sumo Sacerdote Caifás. | Jo 18:13 Jo 11:49 Lc 3:2                    |
| Herodes Antipas         | Governador da Galileia e da Pereia                         | Filho de Herodes, o Grande. Mencionado por Josefo em Antiguidades e Guerras dos Judeus. É citado por Marcos, Mateus, Lucas e Josefo como o responsável pela morte de João Batista. | Mc. 6:17 , Mt. 14:9-10 , Lc. 9:9            |
| Herodes Arquelau        | Governador da Judeia e Samaria                             | Filho de Herodes, o Grande. Ele é conhecido pelos escritos de Flávio Josefo e por moedas contemporâneas. | Mt. 2:22:                                   |
| Herodes, o Grande       | Rei da Judeia                                              | Mencionado por seu amigo, o historiador Nicolau de Damasco e por Josefo nas Antiguidades. Seu nome também é encontrado em moedas judaicas contemporâneas. | Mt 2:1 , Lc 1:5                             |
| Herodias                | Princesa Herodiana                                         | A esposa de Herodes Antipas. De acordo com os evangelhos sinóticos, ela foi casada anteriormente com o irmão de Antipas, Filipe, aparentemente Filipe, o Tetrarca. No entanto, Josefo escreve que seu primeiro marido foi Herodes II . Muitos estudiosos veem isso como uma contradição, mas alguns sugeriram que Herodes II também era chamado de Filipe. | Mt. 14:3 , Mc. 6:17                         |
| Tiago, o Justo          | Bispo de Jerusalém e irmão/primo de Jesus                  | O irmão (ou meio-irmão ou primo, dependendo da interpretação) de Jesus e o primeiro Bispo de Jerusalém . Ele é mencionado por Josefo nas Antiguidades, que afirmam que ele foi preso e apedrejado até a morte por ordem do Sumo Sacerdote Ananus ben Ananus. A decisão de Ananus irritou o procurador romano Lucceius Albinus e o rei local Herodes Agripa II , que o removeu de seu posto. | Marcos 6:3 , Mateus 13:55-56 , Gálatas 1:19 |
| Jesus                   | Pregador itinerante judeu e figura central do Cristianismo | A pessoa que deu nome ao cristianismo. Ele era um pregador itinerante judeu que entrou em conflito com os Fariseus. As autoridades judaicas o prenderam e o entregaram ao prefeito romano Pôncio Pilatos, que o crucificou. Jesus é mencionado por Josefo nas Antiguidades e por Tácito em seus Anais. Há também uma referência a um 'Chresto' em Suetónio' em Os Doze Césares' que possivelmente se refira a Jesus de Nazaré. | Mt 1:1 , Mc. 1:1 , Lc. 1:31 , Jo. 1:17      |
| João Batista            | Pregador itinerante judeu.                                 | Um pregador itinerante judeu, conhecido por ter batizado Jesus . Ele é mencionado por Josefo nas Antiguidades, que afirmam que ele foi preso e executado por ordem de Herodes Antipas. | Em todos os 4 evangelhos.                   |
| Filipe                  | Apóstolo de Jesus                                          | Em julho de 2011, a agência de notícias turca Anadolu relatou que os arqueólogos desenterraram um túmulo que o líder do projeto afirma ser o túmulo de São Filipe durante escavações em Hierápolis, perto da cidade turca de Denizli . O arqueólogo italiano, Professor Francesco D'Andria, declarou que os cientistas descobriram o túmulo dentro de uma igreja recém-revelada. Ele afirmou que o desenho do túmulo e os escritos em suas paredes provam definitivamente que ele pertenceu ao apóstolo martirizado de Jesus.                                 | Jo 12:21 Jo 1:43                            |
| Filipe, o tetrarca      | Filho de Herodes, o Grande e Governador de Traconítide     | Josefo escreve que ele compartilhou o reino de seu pai com seus irmãos Herodes Antipas e Herodes Arquelau. Seu nome e título aparecem em moedas do período. | Lucas 3:1                                   |
| Pôncio Pilatos          | Prefeito da Província da Judeia                            | Ele ordenou a execução de Jesus. Foi encontrada uma inscrição em pedra que menciona seu nome e título: " [Po]ntius Pilatus, [Praef]ectus Iuda[ea]e " (Pôncio Pilatos, prefeito da Judeia) Ele é mencionado por seu contemporâneo Filo de Alexandria em sua Embaixada a Gaio , por Josefo em A Guerra Judaica e as Antiguidades e por Tácito em seus Anais . | Mt. 27:2 , Jo. 19:15–16                     |
| Públio Sulpício Quirino | Governador da Síria romana                                 | Conduziu um censo enquanto governava a Síria, conforme relatado por Lucas e Josefo, e confirmado por uma inscrição na tumba de um tal Quintus Aemilius Secundus, que serviu sob seu comando. Ele é mencionado por Josefo nas Antiguidades e por Tácito nos Anais . | Lucas 2:2                                   |
| Salomé                  | Princesa Herodianoa                                        | Uma filha de Herodias. Embora ela não seja nomeada nos Evangelhos, mas referida como 'a filha de Herodias', ela é comumente identificada com Salomé, filha de Herodias, mencionada nas Antiguidades de Josefo. | Mt. 14:6 , Mc. 6:22                         |
| Simão Pedro             | Apóstolo de Jesus                                          | Um proeminente apóstolo de Jesus e o primeiro bispo de Roma. Ele é mencionado pela Carta de Inácio de Antioquia aos Romanos e aos Esmirnaianos, e pela Primeira Epístola aos Coríntios por Clemente, que também diz que Pedro morreu como um mártir. | Mt. 4:18 – 20 , Mt. 16                      |
| Tibério                 | Imperador romano                                           | Nomeado em muitas inscrições e em moedas romanas. Entre outros relatos, alguns de seus feitos são descritos pelo historiador contemporâneo Velleius (morreu c. 31 EC). | Lucas 3:1                                   |

### Pessoas mencionadas em outros escritos do novo testamento
| Nome                        | Titulo                   | Atestação | Citação Biblica                          |
| --------------------------- | ------------------------ | --- | ---------------------------------------- |
| Ananias, filho de Nedebaios | Sumo sacerdote de Israel | Ele ocupou o cargo entre c. 47 e 59 EC, conforme registrado por Josefo, e presidiu o julgamento de Paulo. | Atos 23:2 , Atos 24:1                    |
| António Félix               | Governador da Judeia     | Mencionado pelos historiadores Josefo,Suetónio e Tácito. Ele aprisionou o apóstolo Paulo por volta do ano 58 EC, dois anos antes de Pórcio Festo substituí-lo. | Atos 23:24 , Atos 25:14                  |
| Apolo de Alexandria         | Pregador Cristão         | Citado tanto por Paulo como Clemente que afirmaram que ele era cristão em Corinto. | 1 Coríntios 3:6                          |
| Aretas IV                   | Rei dos Nabateus         | Segundo Paulo, o governador de Aretas em Damasco tentou prendê-lo. Além de ser mencionado por Josefo, seu nome é encontrado em várias inscrições contemporâneas e em inúmeras moedas.                                                                                                   | 2 Cor. 11:32                             |
| Berenice                    | Princesa Herodianoa      | Uma filha de Herodes Agripa I. Ela parece ter tido poder quase igual ao de seu irmão Herodes Agripa II (com quem havia rumores de que ela tinha um relacionamento incestuoso, de acordo com Josefo) e é de fato chamada de Rainha Berenice nas Histórias de Tácito.                     | Atos 25:23 , Atos 26:30                  |
| Imperador Cláudio           | Imperador romano         | Como outros imperadores romanos, seu nome é encontrado em inúmeras moedas e monumentos, como a Porta Maggiore em Roma. | Atos 11:28 , Atos 18:2                   |
| Drusila                     | Princesa Herodianoa      | Casada com Antônio Félix, segundo o Livro de Atos e as Antiguidades de Josefo. | Atos 24:24                               |
| Lúcio Júnio Gálio Aniano    | Cônsul do Império Romano | Sêneca, o Jovem, seu irmão, menciona-o em suas epístolas a Lucílio Júnior. Em Delfos, foi descoberta uma inscrição, datada de 52 d.C., que registra uma carta do imperador Cláudio, na qual Gálio também é nomeado procônsul                                                            | Atos 18:12–17                            |
| Gamaliel                    | Rabino do Sinédrio       | Ele é nomeado como o pai de Simão por Flávio Josefo em sua autobiografia. No Talmude, ele também é descrito como um membro proeminente do Sinédrio. | Atos 5:34 , Atos 22:3                    |
| Herodes Agripa I            | Rei da Judeia            | Embora seu nome seja dado como Herodes por Lucas, e como Agripa por Josefo, os relatos que ambos os escritores dão sobre sua morte são tão semelhantes que são comumente aceitos como se referindo à mesma pessoa. Por isso, muitos estudiosos modernos o chamam de Herodes Agripa (I). | Atos 12:1 , Atos 12:21                   |
| Herodes Agripa II           | Rei da Judeia            | Ele governou ao lado de sua irmã Berenice. Josefo escreve sobre ele em suas Antiguidades, e seu nome é encontrado inscrito em moedas judaicas contemporâneas. | Atos 25:23 , Atos 26:1                   |
| Judas, o Galileu            | Rebelde Judeu            | Líder de uma revolta judaica. Tanto o Livro de Atos quanto Josefo falam de uma rebelião que ele instigou na época do censo de Quirino. | Atos 5:37                                |
| Imperador Nero              | Imperador romano         | Representado em moedas contemporâneas. | Apocalipse 13:18 , 2 Tessalonicenses 2:3 |
| Paulo de Tarso              | Pregador Cristão         | Mencionado por Inácio da Epístola de Antioquia aos Romanos e Epístola aos Efésios, da Epístola de Policarpo aos Filipenses, e na Epístola de Clemente Romano aos Coríntios, que também diz que Paulo sofreu o martírio e que ele pregou no Oriente e no Extremo Ocidente.               | Gálatas 1 , 1 Coríntios 1                |
| Pórcio Festo                | Governador da Judeia     | Sucedeu a Antônio Félix, conforme registrado por Josefo e no Livro de Atos.. | Atos 24:27 , Atos 26:25                  |

## Identificações Parciais
Essas são figuras bíblicas para as quais identificações parciais, mas prováveis, foram encontradas em fontes contemporâneas com base em nomes e credenciais similares. A possibilidade de correspondência coincidente de nomes não pode ser descartada.

### Bíblia Hebraica
- Amarias, filho de Ezequias, um ancestral do profeta Sofonias mencionado na genealogia de Sofonias 1:1. Uma bula do final do século VIII – início do século VII a.C. que diz "[pertencente a] Amaryahu, filho do rei" pode se referir a ele. [171]
- Asaías , servo do rei Josias (2 Reis 22:12). Um selo com o texto Asayahu servo do rei provavelmente pertencia a ele.
- Azalias filho de Mesulão, escriba no Templo em Jerusalém: Mencionado em 2 Reis 22:3 e 2 Crônicas 34:8 . Uma bula com a inscrição "pertencente a Azaliahsu filho de Mesulão" é provavelmente dele, de acordo com o arqueólogo Nahman Avigad .
- Azarias, filho de Hilquias e avô de Esdras: Mencionado em 1 Crônicas 6:13,14; 9:11 e Esdras 7:1. Uma bula com a inscrição Azarias, filho de Hilquias , provavelmente é dele, de acordo com Tsvi Schneider.
- Baalis, rei de Amom, é mencionado em Jeremias 40:14. Em 1984, um selo amonita, datado de c. 600 a.C., foi escavado em Tell El-`Umeiri, Jordânia, que diz "pertencente a Milkomor, o servo de Baalisha". A identificação de 'Baalisha' com o bíblico Baalis é provável, mas não se sabe atualmente se houve apenas um rei amonita com esse nome. [172]
- Benadade , foi identificado por William F. Albright como o "Bar-Hadad, filho de [...], rei de Aram" mencionado na estela de Melqart ,  no entanto, vários outros estudiosos, como Kenneth Kitchen ,  contestam essa identificação, pois a inscrição da estela está danificada e não há evidências externas que sustentem essa conclusão. [173]
- David, ou mais precisamente sua casa real, é mencionado na Estela de Tel Dan.[2]
- Dario II da Pérsia, é mencionado pelo historiador contemporâneo Xenofonte de Atenas, nos Papiros Elefantinos, e outras fontes. 'Dario, o Persa', mencionado em Neemias 12:22, é provavelmente Dario II, embora alguns estudiosos o identifiquem com Dario I ou Dario III. [174]
- Gedalias, filho de Aicão, governador de Judá . Uma impressão de selo com o nome 'Gedalias, que está sobre a casa' é comumente identificada com Gedalias, filho de Aicão. [175]
- Gedalias, filho de Pasur , um oponente de Jeremias. Uma bula com seu nome foi encontrada na Cidade de Davi [176]
- Gemarias (filho de Safã) , filho de Safã, o escriba. Uma bula foi encontrada com o texto "Para Gemaryahu ben Safã". Esta pode ter sido a mesma pessoa que "Gemarias, filho de Safã, o escriba" mencionado em Jeremias 36:10,12.
- Gesém, o árabe, mencionado em Neemias 6:1,6, é provavelmente a mesma pessoa que Gusham, rei de Quedar, encontrado em duas inscrições em Dedan e Tell el-Mashkutah (perto do Canal de Suez) [177]
- Isaías, Em fevereiro de 2018, a arqueóloga Eilat Mazar anunciou que ela e sua equipe descobriram uma pequena impressão de selo que diz: "[pertencente] a Isaías nvy" (poderia ser reconstruída e lida como "[pertencente] ao profeta Isaías") durante as escavações de Ofel, ao sul do Monte do Templo em Jerusalém .  A pequena bula foi encontrada "a apenas 10 pés de distância" de onde uma bula intacta com a inscrição "[pertencente] ao rei Ezequias de Judá" foi descoberta em 2015 pela mesma equipe. Embora o nome "Isaías" no alfabeto paleo-hebraico seja inconfundível, o dano na parte inferior esquerda do selo causa dificuldades na confirmação da palavra "profeta" ou um nome hebraico comum "Navi", lançando algumas dúvidas se este selo realmente pertence ao profeta Isaías. [178]
- Jucal, filho de Selemias, um oponente de Jeremias. Arqueólogos escavaram uma bula com seu nome,  mas alguns estudiosos questionam a datação do selo na época de Jeremias. [179]
- Jerameel, príncipe de Judá . Foi encontrada uma bula com seu nome.
- Jezabel, esposa do rei Acabe de Israel . Foi encontrado um selo que pode levar seu nome, mas a datação e identificação com a Jezabel bíblica é um assunto de debate entre os estudiosos.
- Josias, rei de Judá . Foram encontrados três selos que podem ter pertencido a seu filho Eliasibe. [180]
- Natã-Meleque , um dos oficiais de Josias em 2 Reis 23:11. Uma bula de argila datada de meados do sétimo ou início do sexto século a.C. foi encontrada em março de 2019 durante a escavação do estacionamento de Givati na área da Cidade de Davi em Jerusalém, com a inscrição "(pertencente) a Natã-Meleque, servo do rei".
- Nergal-Sarezer, rei da Babilônia, é provavelmente idêntico a um oficial de Nabucodonosor II mencionado em Jeremias 39:3,13. Um registro de sua guerra com a Síria foi encontrado em uma tábua dos 'textos da Crônica Neobabilônica'.
- Seraías filho de Nerias. Ele era irmão de Baruque. Nahman Avigad o identificou como o dono de um selo com o nome "para Seraias/Neriyahu".

- Sebna (ou Sebanias), secretário real de Ezequias : apenas as duas últimas letras de um nome ( hw ) sobrevivem no chamado lintel de Sebna, mas o título de sua posição ("sobre a casa" do rei) e a data indicada pelo estilo de escrita, inclinaram muitos estudiosos a identificar a pessoa a que se refere com Sebna.[181]
- Selomite, uma filha de Zorobabel mencionada na genealogia de 1 Crônicas 3:19. Ela foi identificada com a dona de um selo com a inscrição "Pertencente a Selomite, serva de Elnatã, o governador".
- Tou/Toi, rei de Hamate. Vários estudiosos argumentaram que Tou/Toi, mencionado em 2 Samuel 8:9 e 1 Crônicas 18:9, é idêntico a um certo 'Taita', rei de 'Palistin', conhecido por inscrições encontradas no norte da Síria. No entanto, outros desafiaram essa identificação com base na análise linguística e na datação incerta do rei Taita.
- Zedequias, filho de Hananias (Jeremias 36:12). Foi encontrado um selo de "Zedequias, filho de Hanani", a identificação é provável, mas incerta. [182]

### Deuterocanônicos ou apócrifos bíblicos
- Ahikar , um sábio mencionado em Tobias 1:21–22 e na História Aramaica de Ahikar .  Em Uruk (Warka), uma tábua cuneiforme da Babilônia tardia do segundo século a.C. menciona um sábio aramaico Aḫu'aqār sob Esarhaddon (sétimo século a.C.).  Também há referências a uma ou mais pessoas chamadas Ahī-yaqar em textos cuneiformes da época de Senaqueribe e Esarhaddon, embora a identificação desta pessoa (ou pessoas) com o sábio Ahiqar seja incerta. [183][183]
- Aretas, rei dos nabateus ( fl. c. 169 a.C.), mencionado em 2 Mac. 5:8 , é provavelmente mencionado em uma inscrição de Elusa. [184]

### Novo Testamento
- Alexandre, filho de Simão de Cirene ( Marcos 15:21 ) Uma caverna funerária no Vale do Cedrom descoberta em 1941 por EL Sukenik , pertencente a judeus cireneus e datada antes de 70 d.C., foi encontrada com um ossuário inscrito duas vezes em grego "Alexandre, filho de Simão". Não se pode, no entanto, ter certeza de que isso se refere à mesma pessoa. [185][186]
- 'O egípcio', que segundo Atos 21:38 foi o instigador de uma rebelião, também parece ser mencionado por Josefo, embora esta identificação seja incerta. [187][188]
- Erasto de Corinto (Romanos 16:23): Uma inscrição mencionando um Erasto foi encontrada em 1929 perto de uma área pavimentada a nordeste do teatro de Corinto, datada de meados do primeiro século e diz "Erasto em troca de seu edil pavimentou-o às suas próprias custas."  Alguns estudiosos do Novo Testamento identificaram este Erasto com o Erasto mencionado na Epístola aos Romanos, mas isso é contestado por outros. [189] [190]
- Joana, esposa de Cuza (Lucas 8:3): Foi descoberto um ossuário com a inscrição: "Joana, neta de Teófilo , o Sumo Sacerdote". Não está claro se era a mesma Joana, já que Joana era o quinto nome feminino mais popular na Judeia. [191]
- Lisânias foi governador de Abilene por volta de 28 d.C., de acordo com Lucas (3:1). Como Josefo menciona apenas um Lisânias de Abilene que foi executado em 36 a.C., alguns estudiosos consideraram isso um erro de Lucas. No entanto, uma inscrição de Abilene, que é provisoriamente datada de 14–29 d.C., parece registrar a existência de um governador posterior também chamado Lisânias. [192][193]
- Sérgio Paulo era procônsul de Chipre (Atos 13:4–7), quando Paulo visitou a ilha por volta de 46–48 EC.  Embora vários indivíduos com este nome tenham sido identificados, nenhuma identificação certa pode ser feita. Um Quinto Sérgio Paulo, que foi procônsul de Chipre provavelmente durante o reinado de Cláudio (41–54 EC) é, no entanto, compatível com o tempo e o contexto do relato de Lucas.
- Teudas. A única referência a Teudas apresenta um problema de cronologia. Em Atos dos Apóstolos, Gamaliel, um membro do sinédrio, defende os apóstolos referindo-se a Teudas (Atos 5:36–8). A dificuldade é que a ascensão de Teudas é aqui dada como anterior à de Judas da Galileia, que é datada na época da tributação ( c. 6–7 d.C.). Josefo , por outro lado, diz que Teudas tinha 45 ou 46 anos, o que é depois que Gamaliel está falando, e muito depois de Judas, o Galileu.